# Plectromerus grimaldii
Plectromerus grimaldii là một loài bọ cánh cứng trong họ Cerambycidae.